# 馬里昂森特 (麻薩諸塞州)
馬里昂森特（英語：Marion Center）是位於美國麻薩諸塞州普利茅斯縣的一個普查規定居民點。

## 人口
根據2020年美國人口普查的數據，馬里昂森特的面積為2.90平方千米，當中陸地面積為2.65平方千米，而水域面積為0.24平方千米。當地共有人口1172人，而人口密度為每平方千米404.14人。